# Wanyuan
Wanyuan is een stad in de provincie Sichuan van China. Wanyuan is de zetel van het arrondissement Wanyuan. Wanyuan heeft ongeveer 560.000 inwoners.